# Restless (Elton John)
Restless è un brano composto e interpretato dall'artista britannico Elton John; il testo è di Bernie Taupin.

## Il brano
Esso proviene dall'album Breaking Hearts del 1984 (ne costituisce la prima traccia) e si presenta come un brano pop rock, decisamente ritmato (il tempo è 4/4); lungo più di cinque minuti, mette in evidenza i membri della Elton John Band (composta dal chitarrista Davey Johnstone, dal bassista Dee Murray e dal batterista Nigel Olsson) oltre che Elton stesso al pianoforte e al sintetizzatore. Il testo di Bernie (letteralmente Inquieto) parla della Guerra Fredda e della caduta del comunismo; ci sono inoltre dei riferimenti al romanzo 1984 di George Orwell (il titolo del libro costituisce anche, curiosamente, l'anno di pubblicazione della canzone).
Restless è stata eseguita dal vivo per la prima volta nella primavera del 1984; una versione live, più veloce e basata maggiormente sul pianoforte, è stata pubblicata come b-side del singolo Wrap Her Up (1985) e come traccia bonus della versione rimasterizzata dell'album Ice on Fire (sempre del 1985). La canzone apparve anche in un episodio (To Hull And Back) della sitcom Only Fools And Horses.

## Formazione
- Elton John: voce, pianoforte, sintetizzatore
- Davey Johnstone: chitarre, cori
- Dee Murray: basso, cori
- Nigel Olsson: batteria, cori